# Municipio de Paynesville
El municipio de Paynesville (en inglés: Paynesville Township) es un municipio ubicado en el condado de Stearns en el estado estadounidense de Minnesota. En el año 2010 tenía una población de 1421 habitantes y una densidad poblacional de 16,38 personas por km².

## Geografía
El municipio de Paynesville se encuentra ubicado en las coordenadas 45°21′42″N 94°41′33″O / 45.36167, -94.69250. Según la Oficina del Censo de los Estados Unidos, el municipio tiene una superficie total de 86.77 km², de la cual 75,09 km² corresponden a tierra firme y (13,47 %) 11,69 km² es agua.

## Demografía
Según el censo de 2010, había 1421 personas residiendo en el municipio de Paynesville. La densidad de población era de 16,38 hab./km². De los 1421 habitantes, el municipio de Paynesville estaba compuesto por el 98,59 % blancos, el 0,07 % eran amerindios, el 0,21 % eran asiáticos, el 0,21 % eran de otras razas y el 0,91 % eran de una mezcla de razas. Del total de la población el 1,34 % eran hispanos o latinos de cualquier raza.